# Symphonica in Rosso (Lionel Richie)
Symphonica in Rosso is een cd en dvd van Lionel Richie.
De dvd bestaat uit een registratie van de vier concerten die Richie in september 2008 gaf in GelreDome Arnhem volgens het Symphonica in Rosso concept. Gastoptredens werden verzorgd door Candy Dulfer en Trijntje Oosterhuis. De cd en dvd verschenen in november 2008.

## Tracklist van de dubbele cd

### CD 1
1. Ouverture (03:03)
2. Running with the Night (04:10)
3. Lady (You Bring Me Up) (02:59)
4. Easy (07:24)
5. Say You Say Me (04:36)
6. Ballerina Girl (04:41)
7. Pick Up the Pieces/Sax-a-Go-Go (Candy Dulfer) (05:07)
8. Brick House (03:53)
9. All Around the World (05:14)
10. Dance Medley (duet met Leona Philippo) (07:33)

### CD 2
1. Stuck on You (04:47)
2. My Destiny (03:06)
3. Face in the Crowd (duet met Trijntje Oosterhuis) (04:26)
4. Touch Me There (Trijntje Oosterhuis) (03:17)
5. Three Times a Lady (07:51)
6. All Night Long (05:32)
7. Grande Finale (11:24)
8. Hello (06:23)

## Hitnotering
| "Symphonica in Rosso" in de Album Top 100 - binnen: 6 december 2008 | "Symphonica in Rosso" in de Album Top 100 - binnen: 6 december 2008 | "Symphonica in Rosso" in de Album Top 100 - binnen: 6 december 2008 | "Symphonica in Rosso" in de Album Top 100 - binnen: 6 december 2008 | "Symphonica in Rosso" in de Album Top 100 - binnen: 6 december 2008 | "Symphonica in Rosso" in de Album Top 100 - binnen: 6 december 2008 | "Symphonica in Rosso" in de Album Top 100 - binnen: 6 december 2008 | "Symphonica in Rosso" in de Album Top 100 - binnen: 6 december 2008 | "Symphonica in Rosso" in de Album Top 100 - binnen: 6 december 2008 | "Symphonica in Rosso" in de Album Top 100 - binnen: 6 december 2008 | "Symphonica in Rosso" in de Album Top 100 - binnen: 6 december 2008 | "Symphonica in Rosso" in de Album Top 100 - binnen: 6 december 2008 | "Symphonica in Rosso" in de Album Top 100 - binnen: 6 december 2008 | "Symphonica in Rosso" in de Album Top 100 - binnen: 6 december 2008 | "Symphonica in Rosso" in de Album Top 100 - binnen: 6 december 2008 | "Symphonica in Rosso" in de Album Top 100 - binnen: 6 december 2008 | "Symphonica in Rosso" in de Album Top 100 - binnen: 6 december 2008 | "Symphonica in Rosso" in de Album Top 100 - binnen: 6 december 2008 | "Symphonica in Rosso" in de Album Top 100 - binnen: 6 december 2008 | "Symphonica in Rosso" in de Album Top 100 - binnen: 6 december 2008 | "Symphonica in Rosso" in de Album Top 100 - binnen: 6 december 2008 | "Symphonica in Rosso" in de Album Top 100 - binnen: 6 december 2008 | "Symphonica in Rosso" in de Album Top 100 - binnen: 6 december 2008 | "Symphonica in Rosso" in de Album Top 100 - binnen: 6 december 2008 | "Symphonica in Rosso" in de Album Top 100 - binnen: 6 december 2008 | "Symphonica in Rosso" in de Album Top 100 - binnen: 6 december 2008 | "Symphonica in Rosso" in de Album Top 100 - binnen: 6 december 2008 | "Symphonica in Rosso" in de Album Top 100 - binnen: 6 december 2008 |
| Week                                                                | 01                                                                  | 02                                                                  | 03                                                                  | 04                                                                  | 05                                                                  | 06                                                                  | 07                                                                  | 08                                                                  | 09                                                                  | 10                                                                  | 11                                                                  | 12                                                                  | 13                                                                  | 14                                                                  | 15                                                                  | 16                                                                  | 17                                                                  | 18                                                                  | 19                                                                  | 20                                                                  | 21                                                                  | 22                                                                  | 23                                                                  | 24                                                                  |                                                                     | 25                                                                  |                                                                     |
| ------------------------------------------------------------------- | ------------------------------------------------------------------- | ------------------------------------------------------------------- | ------------------------------------------------------------------- | ------------------------------------------------------------------- | ------------------------------------------------------------------- | ------------------------------------------------------------------- | ------------------------------------------------------------------- | ------------------------------------------------------------------- | ------------------------------------------------------------------- | ------------------------------------------------------------------- | ------------------------------------------------------------------- | ------------------------------------------------------------------- | ------------------------------------------------------------------- | ------------------------------------------------------------------- | ------------------------------------------------------------------- | ------------------------------------------------------------------- | ------------------------------------------------------------------- | ------------------------------------------------------------------- | ------------------------------------------------------------------- | ------------------------------------------------------------------- | ------------------------------------------------------------------- | ------------------------------------------------------------------- | ------------------------------------------------------------------- | ------------------------------------------------------------------- | ------------------------------------------------------------------- | ------------------------------------------------------------------- | ------------------------------------------------------------------- |
| Nummer                                                              | 1                                                                   | 2                                                                   | 1                                                                   | 3                                                                   | 4                                                                   | 6                                                                   | 8                                                                   | 10                                                                  | 18                                                                  | 27                                                                  | 37                                                                  | 44                                                                  | 56                                                                  | 58                                                                  | 76                                                                  | 65                                                                  | 75                                                                  | 45                                                                  | 73                                                                  | 76                                                                  | 87                                                                  | 85                                                                  | 75                                                                  | 76                                                                  | uit                                                                 | 95                                                                  | uit                                                                 |